# Physis (periodico)
Physis è una rivista accademica internazionale di storia della scienza pubblicata dalla casa editrice Leo S. Olschki. Gli articoli sono sottoposti a revisione paritaria a doppio cieco e pubblicati in italiano, inglese, francese, tedesco e spagnolo.
Dal 1959, anno della fondazione da parte di Leo Olschki, al 1985 la periodicità è stata trimestrale, mentre dal 1991 (data di inizio della seconda serie) è divenuta biennale.
La rivista è indicizzata da:
- EBSCO databases
- Index Islamicus
- International Bibliography of Periodical Literature
- L'Année philologique
- Modern Language Association Database
- Philosopher's Index
- Scopus (solo peer alcuni anni selezionati)[3]
- zbMATH Open